# Charvonnex
Charvonnex é uma comuna francesa na região administrativa de Auvérnia-Ródano-Alpes, no departamento da Alta Saboia. Estende-se por uma área de 4.71 km². Em 2010 a comuna tinha 1 417 habitantes (densidade: 300,8 hab./km²).